# Harry A. Pollard

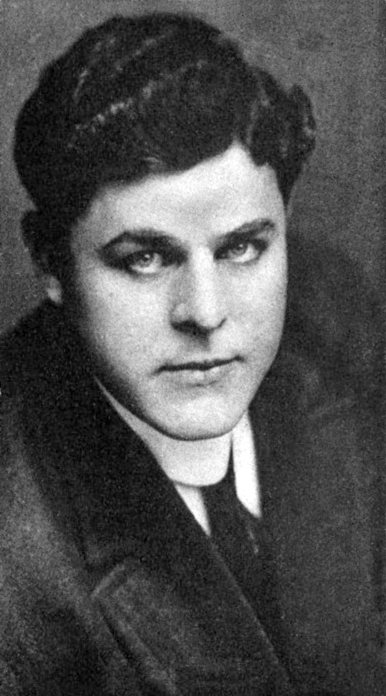
Harry A. Pollard (1914)

Harry A. Pollard (* 23. Januar 1879 in Republic City, Kansas; † 6. Juli 1934 in Pasadena, Kalifornien) war ein US-amerikanischer Schauspieler, Regisseur und Drehbuchautor der Stummfilm- und frühen Tonfilmzeit.

## Leben und Karriere
Pollard begann seine Karriere 1912 bei den Selig Studios als Schauspieler. Unter anderem spielte er 1913 in einer Verfilmung des Romans Onkel Toms Hütte. Seit 1912 führte er auch in zahlreichen Kurzfilmen Regie und konzentrierte sich nach 1916 komplett auf seine Tätigkeit als Regisseur. Seit Ende der 1920er unter Vertrag bei Universal Pictures, drehte er 1927 eine weitere Verfilmung von Onkel Toms Hütte für das Studio. 1929 führte er Regie bei der teuren Verfilmung von Show Boat nach dem gleichnamigen Roman von Edna Ferber. Laura La Plante, Joseph Schildkraut und Alma Rubens übernahmen wichtige Rollen in dem Film, der zunächst als Stummfilm gedreht wurde. In der Nachbearbeitung wurden zahlreiche einige Passagen mit einer Tonspur hinterlegt. 1930 wechselte er zu MGM, wo er unter anderem für das Desaster rund um Great Day verantwortlich war. Die Dreharbeiten an dem Film mit Joan Crawford wurden nach wenigen Wochen komplett eingestellt. 1932 beendete er seine Karriere mit Frechheit siegt, eine Komödie mit William Haines und Conrad Nagel.
Pollard war von 1911 bis zu seinem Tod mit der Schauspielerin Margarita Fischer verheiratet. Er starb 1934 im Alter von 55 Jahren nach kurzer Krankheit.

## Filmografie als Regisseur (Auswahl)
- 1912: Nothing Shall Be Hidden
- 1915: The Quest
- 1920: The Invisible Ray
- 1922: Confidence
- 1925: Oh, Doctor!
- 1926: Cohen contra Miller (The Cohens and Kellys)
- 1927: Onkel Tom’s Hütte (Uncle Tom's Cabin)
- 1929: Showboat (Show Boat)
- 1929: Tonight At Twelve
- 1930: Great Day (unvollendet)
- 1931: Shipmates
- 1931: When a Feller Needs a Friend
- 1931: The Prodigal
- 1932: Frechheit siegt (Fast Life)